# Produto vazio
Na matemática, um produto vazio ou produto nulo é o resultado da multiplicação de nenhum número. Seu valor numérico é 1, o elemento neutro da multiplicação, assim como o valor da soma vazia—o resultado da soma de nenhum número—é 0, isto é, o elemento neutro da adição.

Este valor é necessário para a consistência da definição recursiva de um produto sobre uma sequência (ou conjunto, devido a propriedade comutativa da multiplicação).
Por exemplo,
{\displaystyle {\text{prod}}((2,3,5))={\text{prod}}((2,3))\times 5={\text{prod}}((2))\times 3\times 5={\text{prod}}(())\times 2\times 3\times 5=1\times 2\times 3\times 5.}
Em geral, define-se
{\displaystyle {\text{prod}}(())=1}
e
{\displaystyle {\text{prod}}((a_{i})_{i\leq n})={\text{prod}}((a_{i})_{i\leq n-1})\times a_{n}.}